# Буялик (авіабаза)
Авіабаза Буялик — недіюча військова база Повітряних сил України площею в 653 га, що розташована у селищі Буялик, Одеська область. Аеродром був покинутий українськими військовими у 2003 році. 2014 року розпочалися роботи по відновлюванню роботи аеродрому.

## Історія
Авіабаза була побудована в 1956 році поблизу залізничної станції Буялик. На аеродромі базувалися принаймні МіГ-25 та Су-24МР. В 1980 році через аварію, під час якої розбився навчальний МіГ-23 (без жертв), авіабазу було реконструйовано. В 1985 році суттєво відремонтовано злітно-посадкову смугу та рульову доріжку.
Аеродром охоронявся та експлуатувався до 2002 року, хоча й не настільки інтенсивно, як в минулому. У 2003 році відбулося перебазування до Білої Церкви, а разом з цим припинилась охорона та догляд за авіабазою. Цим скористались вандали, які почали грабувати та руйнувати її.
З 2014 року триває документальна підготовка процесу відновлення аеродрому.

### Російське вторгнення в Україну (2022)
24 лютого 2022 року ВС РФ обстріляли авіабазу двома ракетами, обійшлося без жертв.